# Brandmühle (Postbauer-Heng)
Brandmühle ist ein Ortsteil des Marktes Postbauer-Heng im Oberpfälzer Landkreis Neumarkt in der Oberpfalz. 

## Geographie
Der Ort liegt ungefähr 1,7 km westlich vom Hauptort Postbauer-Heng. Durch den Weiler verläuft eine Ortsstraße.

## Sehenswürdigkeiten
Das ehemalige Mühlengebäude, ein zweigeschossiger Steilwalmdachbau des 18. Jahrhunderts, ist in die Denkmalliste eingetragen.